# Venda de garatge

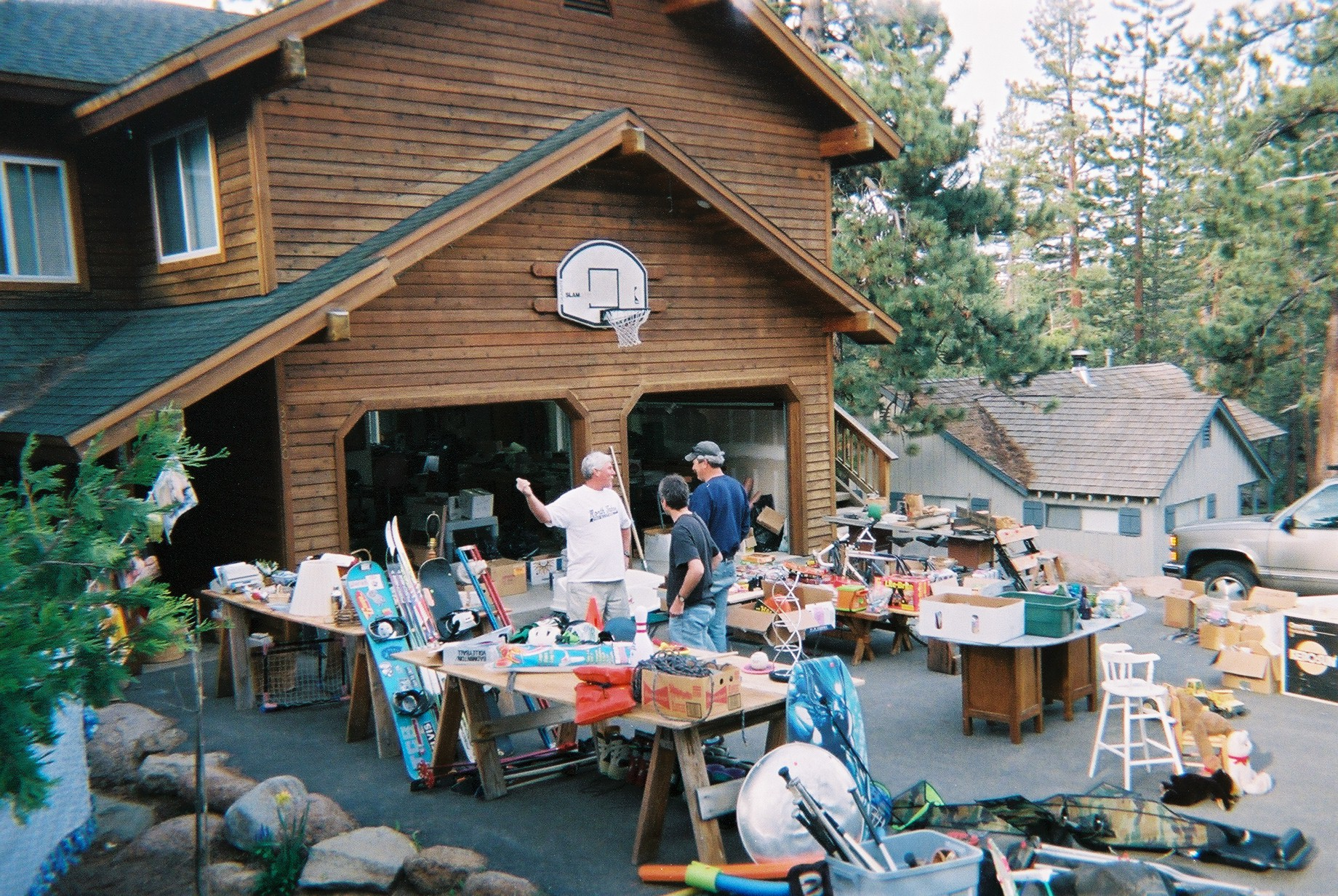
Venda de garatge al nord de Califòrnia

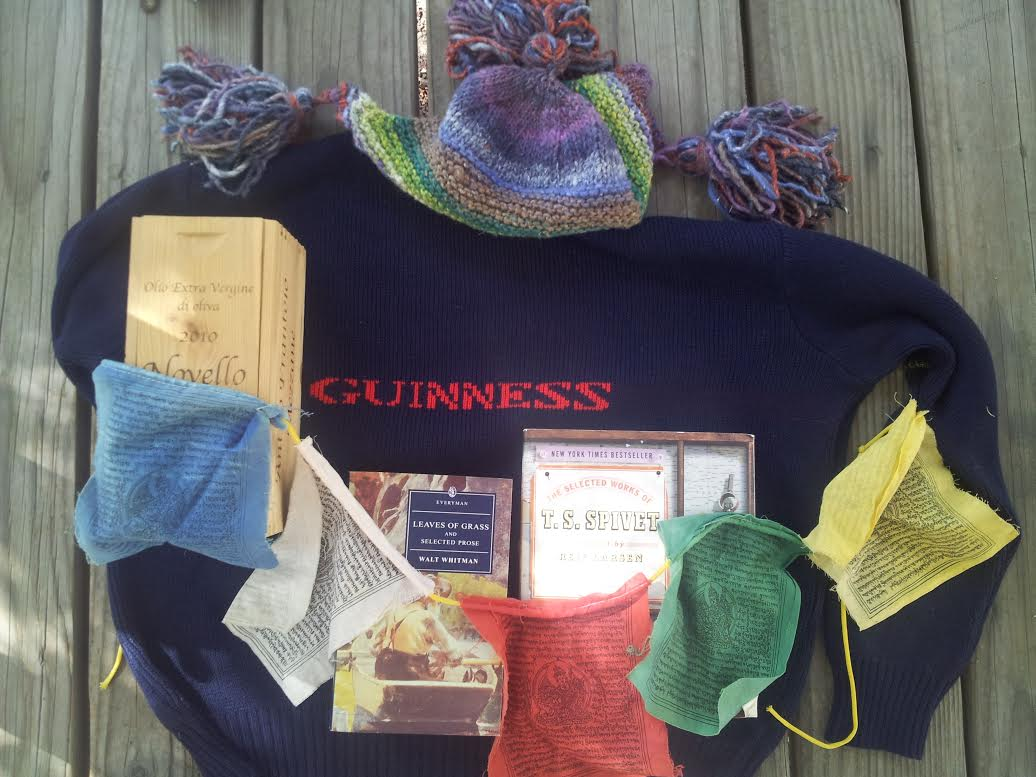
Diversos articles comprats en una venda de garatge celebrada a Boise, Idaho

Una venda de garatge (o venda per mudances ) és un esdeveniment informal per a la venda de béns usats per part de particulars, en el qual els venedors no estan obligats a obtenir llicències comercials o cobrar l'impost de vendes (tot i que, en algunes jurisdiccions, es pot requerir un permís).

## Descripció
Normalment, els béns d'una venda de garatge són articles no desitjats de la llar i els seus propietaris fan la venda. Les condicions de les mercaderies varien, però normalment es poden utilitzar. Alguns d'aquests articles s'ofereixen a la venda perquè el propietari no vol ni necessita l'article per minimitzar les seves possessions o per recaptar fons. Les motivacions populars per a una venda de garatge són la " neteja de primavera ", preparar-se per mudar-se a casa o guanyar diners extra. Els articles del venedor es mostren als transeünts o als que responen a rètols, fulletons, anuncis classificats o anuncis als diaris. En alguns casos, les televisions locals emetran una venda en un canal públic local. El lloc on es realitza la venda és normalment un garatge ; altres vendes es realitzen en un camí d'accés, garatge, pati davanter o dins d'una casa. Alguns venedors, coneguts com "squatters", s'instal·laran en una zona de gran trànsit en comptes de la seva propietat.
Els articles que es venen normalment a les vendes de garatge inclouen roba antiga, llibres, joguines, decoracions per a la llar, eines de gespa i jardí, equipament esportiu i jocs de taula. També es venen articles més grans com mobles i, ocasionalment , electrodomèstics. Les vendes de garatge es produeixen amb més freqüència a les zones rurals i suburbanes els caps de setmana amb bones condicions meteorològiques, i solen tenir horaris designats per a la venda. Els compradors que arriben abans de les hores de la venda per revisar els articles es coneixen com a "early birds" i sovint són restauradors o revenedors professionals. Aquestes vendes també atrauen persones que busquen ofertes o articles rars i inusuals. La negociació, també coneguda com a regateig, de preus és una rutina, i els articles poden tenir o no etiquetes de preus col·locades. Algunes persones compren béns d'aquestes vendes per restaurar-los per a la revenda.
Algunes jurisdiccions requereixen que els propietaris de l'habitatge obtinguin un permís (que pot requerir una taxa), indicant la(s) data(s) en què es realitzarà la venda (amb bonificacions en cas de males condicions meteorològiques). La jurisdicció també pot imposar restriccions a la venda, com ara el nombre de vendes en un any que pot tenir una persona (per evitar que una persona gestioni un negoci sense llicències i sense cobrar impostos sobre les vendes), on es poden col·locar rètols dins i als voltants. el barri, i fins i tot on al local del propietari es pugui fer la venda.

## Publicitat

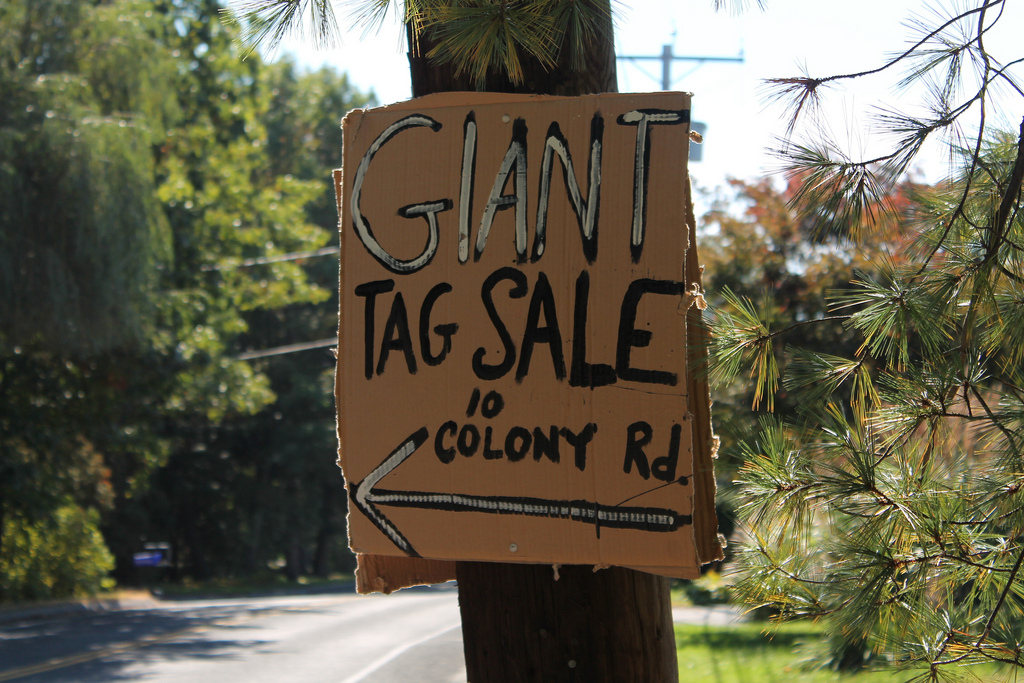
Un cartell publicitari de venda de garatge

La publicitat per a l'esdeveniment d'una venda de garatge es fa normalment mitjançant la publicació d'un rètol, generalment fet de cartró o plàstic, en un lloc públic. Es col·loquen rètols amb la intenció que les persones que hi passen prenguin nota de l'esdeveniment, l'hora i el lloc de la venda de garatge. En molts casos, els senyals poden incloure una fletxa o algun altre mitjà per expressar la direcció de l'esdeveniment.
A més dels rètols, moltes persones anuncien les seves vendes de garatge al diari en una secció dedicada o en llocs web.

## Vendes especials comunitàries
En algunes zones, les vendes de garatge han adquirit un significat especial per a una comunitat i s'han convertit en esdeveniments d'especial importància local. Àmplies àrees d'una comunitat fan una venda de garatge comunitària en què participen nombroses famílies alhora.
La venda del corredor de l'autopista 127, promoguda com a "La venda de garatge més llarga del món", anima els particulars i els venedors professionals a realitzar vendes simultànies de garatge al llarg d'un recorregut de 630-milla (1,010 km) corredor que abasta cinc estats dels EUA. La seu es troba a la Cambra de Comerç del Comtat de Fentress a Jamestown, Tennessee. La venda comença oficialment el primer dijous d'agost. No obstant això, molts venedors de la zona començaran el cap de setmana anterior.
D'est a oest, la venda de jardí de costa a costa transcorre per la Ruta 50 dels EUA al maig de cada any. Tot i que no és tan popular com "La venda de jardí més llarga del món", la venda de costa a costa dels EUA 50 arriba al seu 16è any.
Durant el segon dissabte d'agost, un recorregut de 50 milles (80 km) el tram de la Ruta 11 dels EUA es converteix en una venda contínua de pati des de Stephens City, Virginia, Newtown Commons al sud fins a New Market, Virgínia. L'esdeveniment, en el seu novè any, està patrocinat pel Grup Assessor de Cambra del Comtat de Shenandoah, cinc cambres de comerç i dos governs municipals. En anys passats, el Yard Crawl ha atret gent de tan lluny com el Canadà.
A Bondi Beach, Austràlia, el primer sender de venda de garatge va tenir lloc com a part del Sizzle Bondi Community Festival el 9 de maig de 2010, durant el qual es van produir 126 vendes de garatge simultàniament. El sender de venda de garatge es va dissenyar per reduir la quantitat de mercaderies abocades en lloc de vendre-les i reutilitzar-les. Des del primer esdeveniment, el Garage Sale Trail ha guanyat un premi Green Globes per a l'excel·lència dels mitjans i el premi Business Achiever ' Wentworth Courier. El juliol de 2010, els organitzadors del Garage Sale Trail van anunciar la seva intenció de prendre el Garage Sale Trail nacional i implicar trenta ajuntaments dels estats i territoris d'Austràlia, convertint-lo en la venda de garatge més gran del món.
L'ara semi-anual City Wide Garage Sale es va celebrar per primera vegada l'octubre de 1990 a El Cerrito, Califòrnia. La resident local i defensora de la reutilització, Marianne Hegeman va proposar la venda de garatge a tota la ciutat per facilitar les inspeccions de garatge arran del terratrèmol de Loma Prieta de 1989. Les vendes de garatge a tota la ciutat s'han reproduït a altres ciutats, com ara Albany, Califòrnia ; Mountain View, Califòrnia ; i Eagle Mountain, Utah.
Les vendes informals també es produeixen a tot el país. Un d'aquests exemples és a la zona de Bismarck - Mandan. Coincidint amb el Pow-wow internacional de United Tribes, és tradició que el cap de setmana posterior al Dia del Treball sigui el cap de setmana de venda de garatge més gran de la zona a causa de l'afluència de visitants a la zona. En un any determinat, les vendes totals de garatges sumen almenys 500, mentre que Fargo, Dakota del Nord, supera Bismarck com la ciutat més gran de l'estat. L'únic esdeveniment estatal que és més gran és la Fira Estatal de Dakota del Nord celebrada a Minot, Dakota del Nord, durant l'última setmana de juliol.

## En la cultura popular
El fenomen cultural de les vendes de garatges i garatges als Estats Units ha estat examinat per diversos artistes. La producció de Thunderground Film Zen and the Art of Yardsailing és una pel·lícula documental produïda l'any 2004 que cobria aspectes de la recerca de ganges, així com les pràctiques descobertes dels revenedors professionals i els "early birds". El curtmetratge documental de l'artista de Nova Jersey Robert A. Emmons, Jr., Yard Sale, estrenat el 2006, examina la pràctica nord-americana de comprar i vendre béns al pati davanter i l'impacte sociològic d'aquestes activitats.